# تكية مير فندرسكي
تكية مير فندرسكي (بالفارسية: تکیه میرفندرسکی) هي تكية شيعية تاريخية تعود إلى السلالة الصفوية، وتقع في أصفهان.